# Scott Trust
Scott Trust ltd (Скотт Траст Лимитед) — британская компания, владеющая такими активами как Guardian Media Group и, таким образом, газетами «The Guardian», «The Observer» и «Auto Trader», а также другими местными газетами, радиостанцией Smooth Radio (бывшая Jazz FM) и другими радиостанциями, а также иными медиа-активами в Великобритании.

## История
Траст был основан в 1936 Джоном Скоттом, владельцем Manchester Guardian (в его соответствующем тому времени составе) и Manchester Evening News. Одной из задач траста была защита либерального характера The Guardian от потенциальных попыток изменить его со стороны будущих владельцев.
Scott Trust был распущен, а затем переформирован в 1948. В это время Джон Скотт отказывается от своего эксклюзивного права назначать членов правления, которые с тех пор стали назначаться общим собранием самого Правления. Через пять месяцев после подписания соответствующих документов Джон Скотт скончался.
Восемь членов правления из имевшихся на 1948 год были так или иначе связаны с Manchester Guardian and Evening News, Ltd.. Среди них были четверо внуков Скотта, а также главный редактор Manchester Guardian, А. Уодсворт. С тех пор вхождение в траст журналистов The Guardian стало нормой, хотя у них не было права быть представителями персонала данного издания во избежание конфликтов интересов.

## Scott Trust сегодня
Траст отвечает за назначение редакторов The Guardian (а также редакторов других основных газет группы), но помимо наставления новых редакторов «продолжать издательскую политику газеты в том же духе, что и ранее» руководство траста руководствуется политикой невмешательства в принятие решений главным редактором. Этот принцип позволяет редакторам находиться на занимаемых должностях достаточно долго: к примеру, нынешний главный редактор Алан Расбриджер является таковым с 1995 года.
Однако приобретение группой «Guardian Media Group» издания The Observer, привело к быстрой смене редакторского состава, что отразилось в ряде статей об интригах и обвинениях в нарушении принципа невмешательства.
Помимо «Guardian Media Group» в состав Scott Trust также входит подразделение, отвечающее за благотворительность — The Scott Trust Foundation, а также отдел, отвечающий за архивы The Guardian, и образовательный центр.

## Руководство траста
- Лиз Форган (председатель правления, бывший директор программ канала Channel 4 и управляющий директор BBC радио, назначена на должность в ноябре 2003)
- Алан Расбриджер (главный редактор The Guardian)
- Ларри Эллиотт
- Уилл Хаттон
- Джеральдин Праудлер

Форган — шестой председатель траста. Её предшественниками были:
- Джон Скотт (1936-48)
- Альфред Пауэлл Уодсворт (1948-56)
- Ричард Скотт (1956-84)
- Алестер Хезерингтон (1984-89) и
- Хьюго Янг (1990—2003).

## Роспуск фонда
В октябре 2008 года было объявлено о роспуске траста и передаче его активов новой компании The Scott Trust Limited. Цель этой сделки — укрепление защиты, которую фонд предоставляет The Guardian.